# Aaron Anderson
Aaron David Anderson fue el primer batería de la banda estadounidense Ghost of the Robot, pero la dejó en el 2004.
Junto con Charlie DeMars, también miembro de Ghost of the Robot, formaba parte de la banda Soccer Hooligans.
Posteriormente formó parte del grupo Power Animal junto a Charlie DeMars y Kevin McPherson, que también acabaría siendo miembro de Ghost of the Robot.
- Datos: Q22006480